# Iso Rivolta 300
Iso Rivolta 300 — розкішне купе, розроблене в 1962 році Iso Automotoveicoli S.p.A. в Брессо, передмісті Мілана. Намір підприємця Ренцо Рівольти полягав у співпраці з колишнім інженером Ferrari Джотто Біззарріні, щоб створити автомобіль gran turismo в оригінальному сенсі цього слова («велика подорож»). Однак для гонок Iso Rivolta 300 був омологований не як «GT» (Gran Turismo), а як туристичний автомобіль.

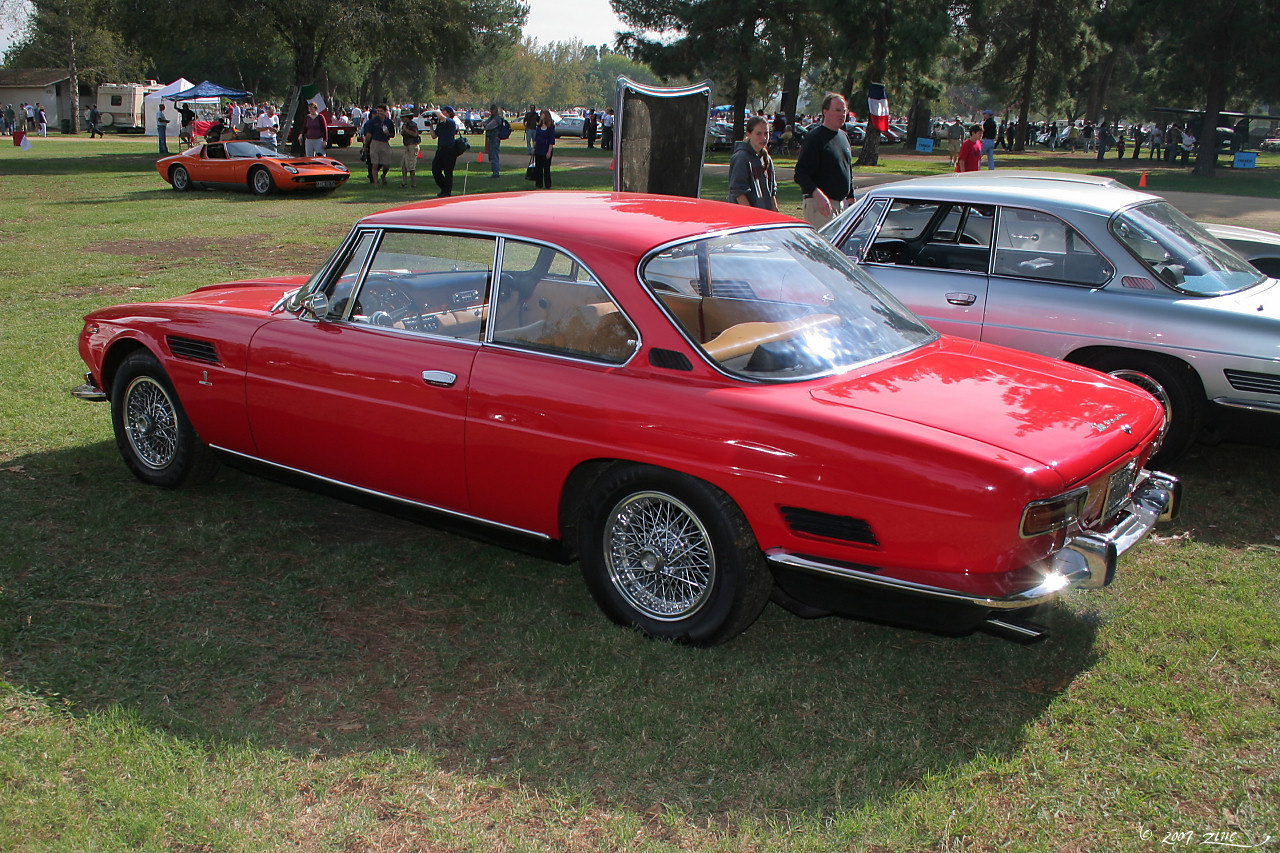
Iso Rivolta GT

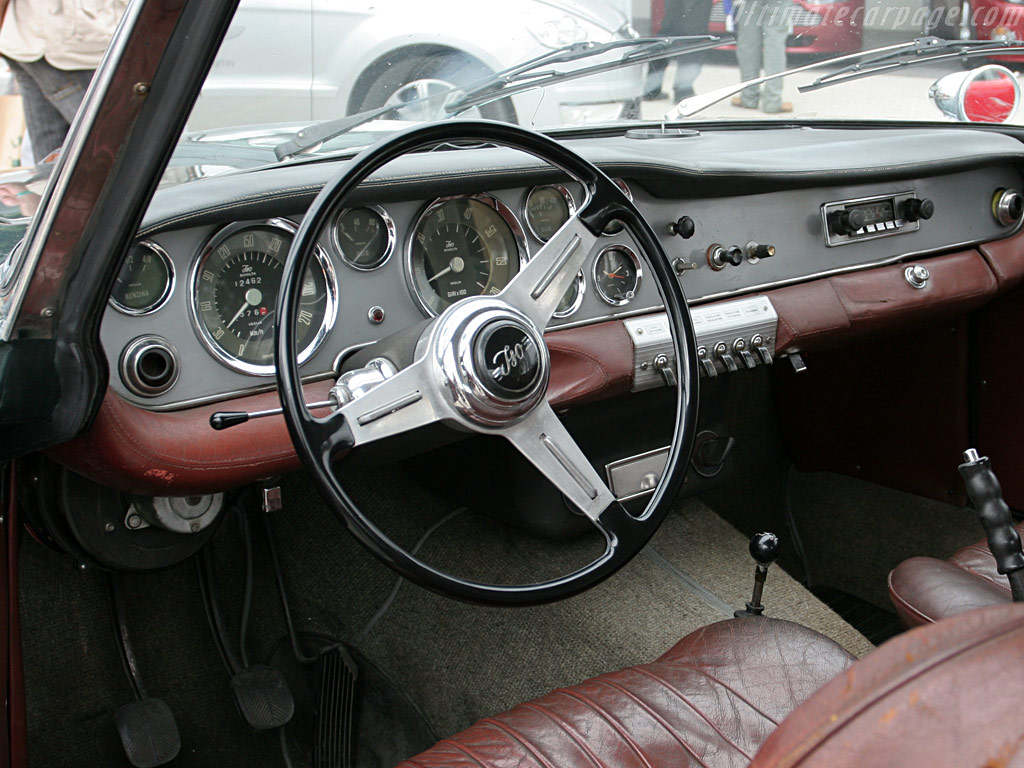

У період з 1962 по 1970 рік було виготовлено 792 купе Bertone з позначенням GT Coupé, IR 300/340 або просто Iso-Rivolta. У 1968 році Iso Rivolta GT Coupé коштував 41 855 німецьких марок або 44 900 швейцарських франків.

## Двигуни
- 300 5,350 см3 (5.4 L) Chevrolet 327 V8 295 к.с. 488 Нм
- 340 5,350 см3 (5.4 L) Chevrolet 327 V8 335 к.с. 465 Нм